# Усохи (Червенський район)
Усохи (біл. вёска Усохі) — село в складі Червенського району Мінської області, Білорусь. Село підпорядковане Червенській сільській раді, розташоване в центральній частині області.